# البوناكون

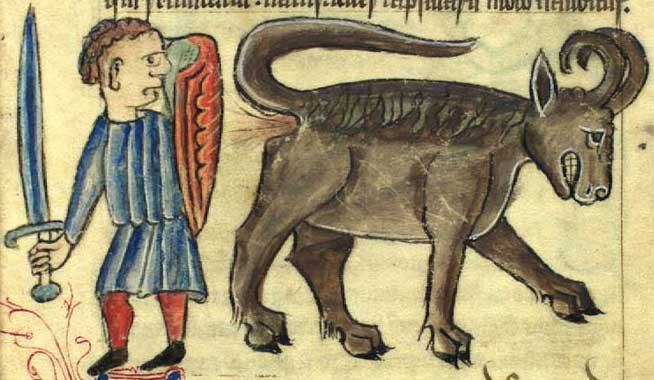
بوناكون، من مخطوطة من العصور الوسطى. المكتبة الملكية.

البوناكون (بالإنجليزية: The bonnacon)‏ هو مخلوق خيالي خُرافي يُوصف بأنَّه على شكل ثور بقرون مُنطوية على نفسها وله عرف من الشعر شبيه بالذي عند الحصان. جرت عادة كتب الحيوانات الرامزة في العصور الوسطى أن تُصوِّرَ فروه على أنَّه بُنِّي مائل إلى الحُمرَة أو أسود. وإذ كان قرناه على هذه الحالة، فلم يكن يستعين بهما للدفاع عن نفسه، واستعاض عنهما بسلاحٍ آخر وهو نفث الغازات الحارقة من دبره التي كان يُطلقها أثناء مُلاحقته؛ لتذب عنه شر الأشرار وأيضًا يضمن بها هروبه وسلامته.